# Sender Dünserberg
Der Sender Dünserberg ist eine Sendeanlage der Österreichischen Rundfunksender GmbH bei der Alpe Älpele in der Gemeinde Dünserberg im Bundesland Vorarlberg. Der 89 Meter hohe Sendeturm besteht aus einem Rohrmast, der auf einem Betonturm mit konischem Schaft montiert ist.
Die von hier ausgestrahlten Programme werden hauptsächlich in südöstlicher Richtung abgestrahlt und versorgen so Bludenz und das Montafon, aber auch gewisse Gebiete südlich des Senders (u. a. Nenzing). In anderen Richtungen ist der Sender hingegen trotz der exponierten Lage kaum zu empfangen.

## Frequenzen und Programme

### Analoger Hörfunk (UKW)
| Frequenz (MHz) | Programm         | RDS PS   | Senderlogo | RDS PI | Regionalisierung | ERP (kW) | Antennendiagramm rund (ND)/gerichtet (D) | Polarisation horizontal (H)/vertikal (V) |
| -------------- | ---------------- | -------- | ---------- | ------ | ---------------- | -------- | ---------------------------------------- | ---------------------------------------- |
| 87,6           | Ö1               | __OE_1__ |            | A201   | –                | 4        | D (120°–170°)                            | H                                        |
| 96,0           | Radio Vorarlberg | RADIO-V_ |            | AB02   | Vorarlberg       | 4        | D (120°–170°)                            | H                                        |
| 98,8           | Hitradio Ö3      | __OE_3__ |            | A203   | –                | 4        | D (120°–170°)                            | H                                        |

### Digitales Fernsehen (DVB-T)
| Kanal | Frequenz (in MHz) | Multiplex                      | Programme im Multiplex                                       | ERP (in kW) | Polarisation horizontal (H) / vertikal (V) | Modulations- verfahren | FEC | Guard- intervall | Bitrate (in MBit/s) | Gleichwellennetz (SFN) |
| ----- | ----------------- | ------------------------------ | ------------------------------------------------------------ | ----------- | ------------------------------------------ | ---------------------- | --- | ---------------- | ------------------- | --- |
| 24    | 498               | ORS-Bouquet A Tirol/Vorarlberg | - ORF eins - ORF 2 (Tirol) - ORF 2 (Vorarlberg) (ztw.) - ATV | 4           | V                                          | 16-QAM                 | 3/4 | 1/4              | 14,93               | Bregenz (Pfänder), Dornbirn-Lauterach, Bezau (Baumgarten), Bludenz (Dünserberg), Bludenz (Gasünd), Feldkirch (Vorderälpele), St. Anton am Arlberg |

### Analoges Fernsehen (PAL)
Vor der Umstellung auf DVB-T diente der Sendestandort weiterhin für analoges Fernsehen:
| Kanal | Frequenz (MHz) | Programm         | ERP (kW) | Sendediagramm rund (ND)/ gerichtet (D) | Polarisation horizontal (H)/ vertikal (V) |
| ----- | -------------- | ---------------- | -------- | -------------------------------------- | ----------------------------------------- |
| 9     | 203,25         | ORF 1            | 2,5      | D                                      | H                                         |
| 33    | 567,25         | ORF 2 Vorarlberg | 22       | D                                      | H                                         |
| 39    | 615,25         | ATV              | 22       | D                                      | H                                         |